# 스티치 무비
스티치 무비(Stitch! The Movie)는 미국에서 제작된 로버트 갠너웨이 감독의 2003년 애니메이션 영화이다. 제프 베넷 등이 주연으로 출연하였다.

## 출연

### 주연
- 제프 베넷
- 조 캘드웰
- 티아 카레레
- 데이비 체이스
- 케빈 맥도널드
- 빙 라메스
- 케빈 마이클 리처드슨
- 크리스 샌더스
- 데이빗 오그던 스타이어스